# 懷科盧 (夏威夷州)
懷科盧（英語：Waikolu）是位於美國夏威夷州卡拉瓦歐縣和茂宜縣的一個非建制地區。該地的面積和人口皆未知。

## 地理
懷科盧的座標為21°09′09″N 156°55′26″W / 21.15250°N 156.92389°W，而該地的平均海拔高度為738米（即2420英尺）。